# Hanzelka et Zikmund

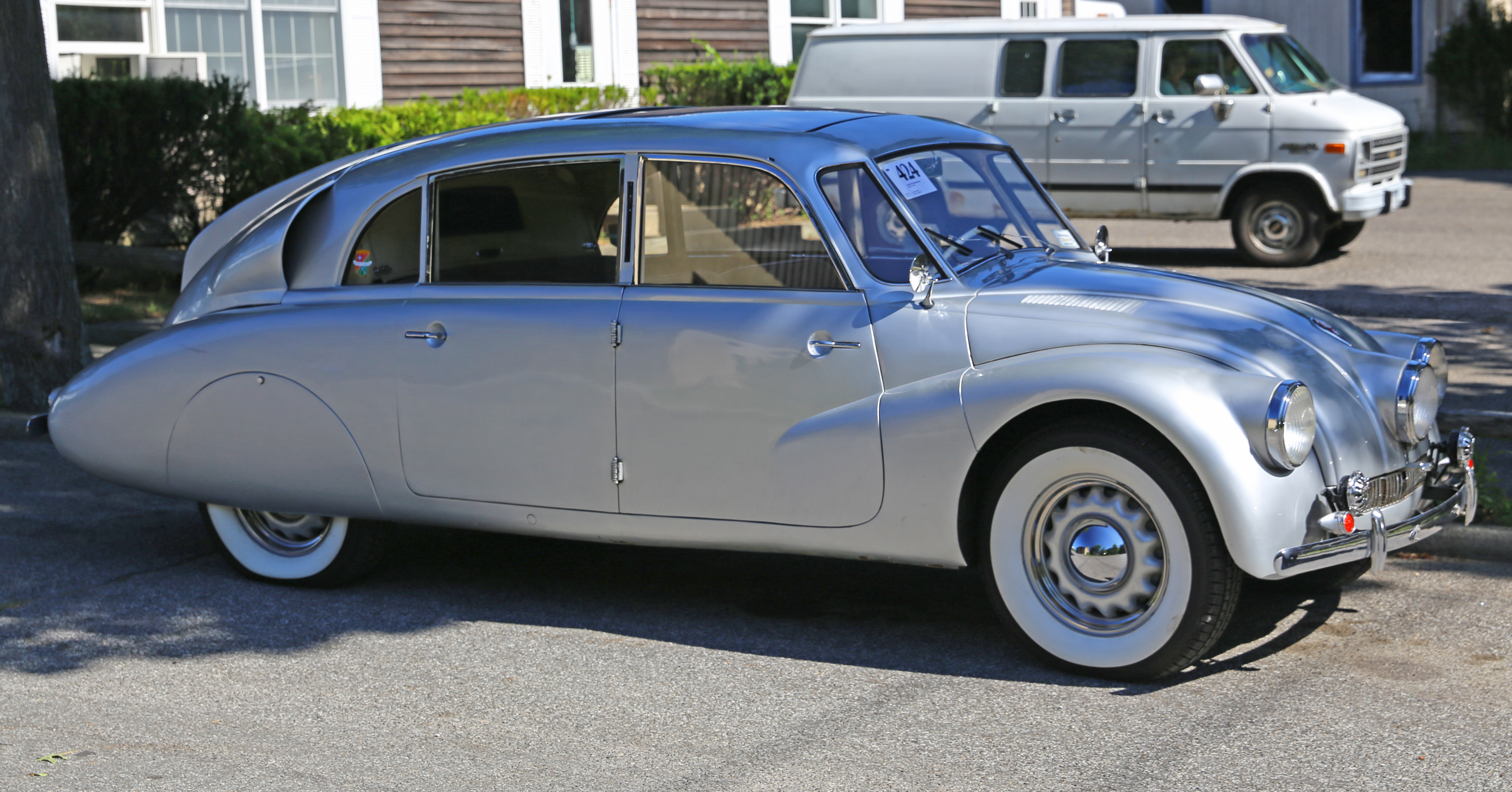
Une Tatra 87 semblable à celle utilisée pour leur premier voyage.

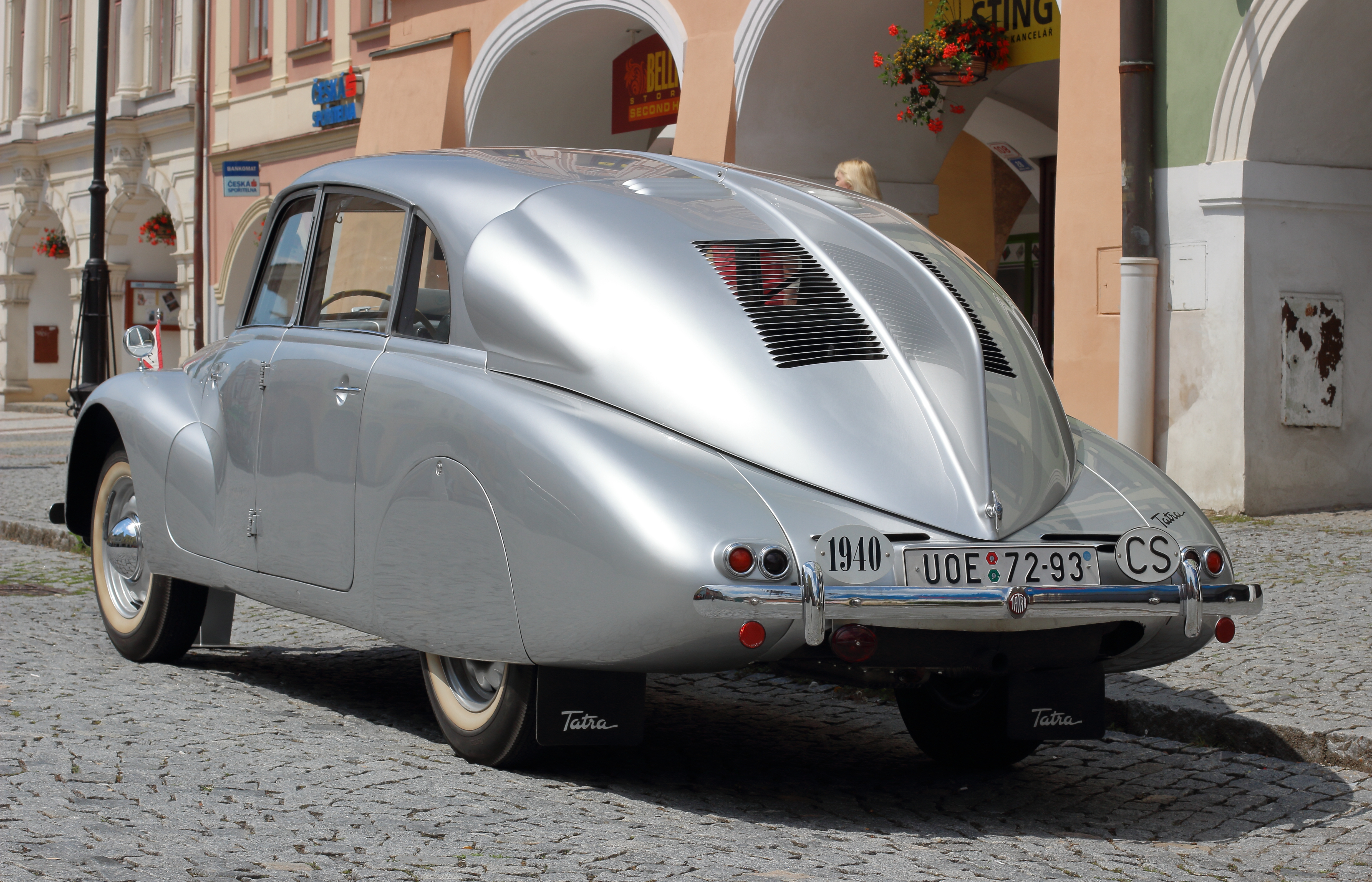
Vue arrière de la Tatra 87.

Jiří Hanzelka (né le 24 décembre 1920 à Štramberk et mort le 15 février 2003) et Miroslav Zikmund (né à Plzeň le 14 février 1919 et mort le 1er décembre 2021), connus sous le nom collectif de Hanzelka et Zikmund, étaient deux Tchécoslovaques célèbres pendant les années 1950 et 1960 pour les livres, articles et films qu'ils tirèrent de leurs voyages en Afrique, Asie, Amérique du Sud et Océanie.

## Leurs débuts

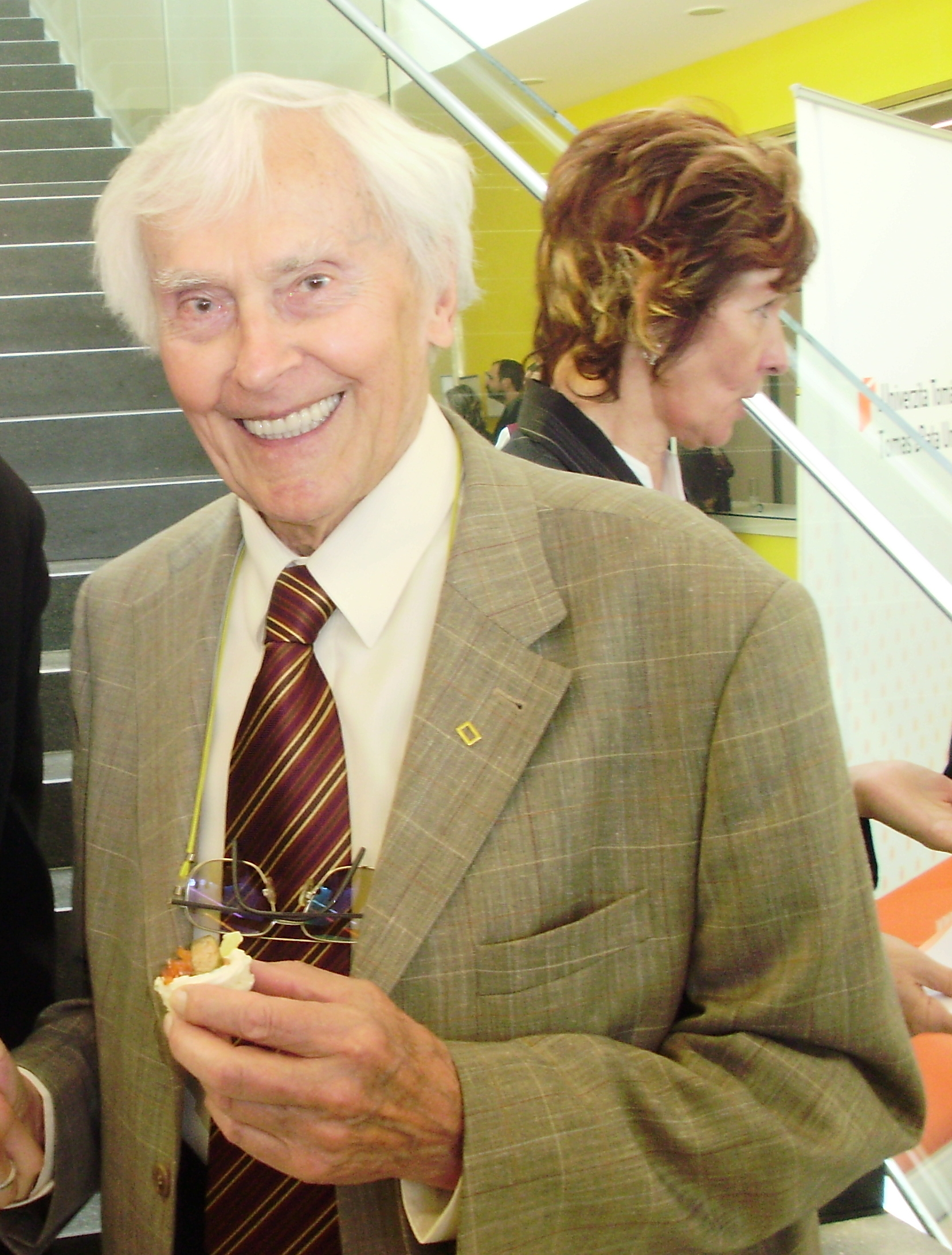
Miroslav Zikmund en 2009.

Jiří Hanzelka et Miroslav Zikmund s'intéressèrent dès leur jeunesse aux pays étrangers, à la nature, aux récits de voyage et aux romans d'aventure. En 1938, ils entreprirent des études à l'École supérieure d'économie de Prague, où ils se rencontrèrent et devinrent amis. À la suite de l'arrivée des Nazis et à l'instauration du Protectorat de Bohême-Moravie, la poursuite de leur scolarité fut interrompue et ne reprit qu'en 1946.
C'est à l'université qu'ils développèrent le « projet 5 », en référence aux cinq continents qu'ils désiraient découvrir. En attendant d'être diplômés, ils établirent des plans précis pour voyager, recopièrent des cartes et étudièrent leurs futures destinations sous tous les angles : économique, historique, météorologique, économique et social. Si tous les deux suivaient des cours de russe, Hanzelka parlait allemand et français et s'initiait au swahili tandis que Zikmund pratiquait l'anglais et étudiait l'arabe tout en ayant des notions d'italien et de néerlandais.

## Leurs voyages

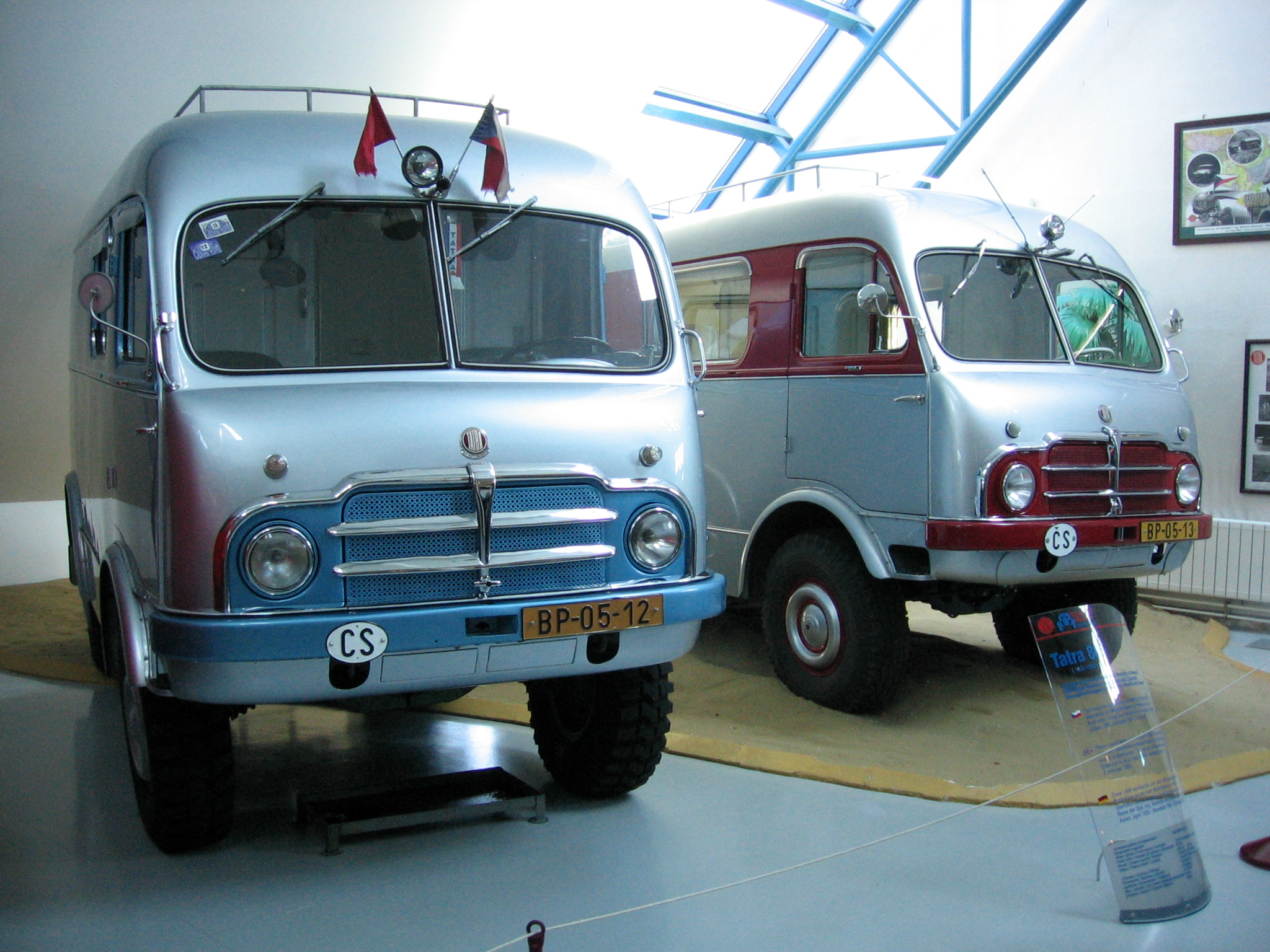
Les Tatra 805 semblables à ceux utilisés lors de leur second voyage.

En 1947, Hanzelka et Zikmund présentèrent leur projet au constructeur Tatra. L'entreprise, impressionnée par ce projet et désireuse de promouvoir ses véhicules, décida de sponsoriser leur voyage et de leur fournir une voiture, une Tatra 87 argentée. Après trois mois passés à maîtriser la Tatra 87 au siège de la compagnie, à Kopřivnice, le duo entama son premier périple : il dura trois ans et demi (d'avril 1947 à novembre 1950) et traversa 44 pays (de la côte nord de l'Afrique jusqu'au Mexique), totalisant un total de 111 000 km.
À leur retour, leur pays s'était métamorphosé : le Coup de Prague de 1948, initié par le Parti communiste tchécoslovaque avec le soutien de l'Union des républiques socialistes soviétiques avait institué un gouvernement staliniste, commençant l'une des éres les plus sombres de l'histoire du pays. Néanmoins, les deux acolytes furent bien traités par le régime en place, et si la majorité des Tchécoslovaques ne possédaient pas le droit de voyager à l'étranger, ils furent autorisés à publier les fruits de leurs pérégrinations, car leurs descriptions n'étaient pas considérées comme des menaces politiques. Ils furent même autorisés à entreprendre une seconde expédition, qui fut longue de cinq ans et demi (de 1959 à 1964) et les mena de l'Europe de l'Est aux îles du Pacifique via l'Asie : on les vit, entre autres, en Union soviétique, en Papouasie, en Indonésie et au Japon. Cette fois-ci, ils furent aux volants de deux prototypes de Tatra 805 (de).
Au total, ils auraient respiré l'air de 83 pays.

## Leurs œuvres
Lors de leurs voyages, Hanzelka et Zikmund photographiaient, filmaient et écrivaient. Ils avaient aussi la responsabilité d'une émission sur la radio tchécoslovaque, qui devint l'un des programmes les plus populaires de la station : ils envoyaient des scripts qui étaient ensuite lus par deux acteurs.
Leurs récits de voyages comprennent onze livres mélangeant photographies et descriptions, quatre livres d'images, trois livres pour enfants, quatre longs métrages et 150 courts métrages documentaires. Leurs textes parurent aussi dans le journal Mladá Fronta Dnes. Dans un bloc de l'Est fermé, leurs livres permettaient aux lecteurs de s'évader : ils auraient ainsi vendu 6 525 000 en Union soviétique. Nikita Khrouchtchev aurait même été un de leurs plus fidèles lecteurs, exigeant d'avoir toujours à son chevet les trois volumes de Afrique : rêves et réalités.

## Leur bannissement
Hanzelka et Zikmund avaient en vue un tour du monde, mais un de leurs textes déplut fortement à Léonid Brejnev en mai 1965 : il s'agissait de celui décrivant la pauvreté et la corruption en URSS, et rédigé lors de leur second voyage, en 1963 et 1964. Le gouvernement tchécoslovaque, sous influence soviétique, les inscrivit sur une liste noire. Interdits dans les publications officielles, ils se tournèrent donc vers les samizdat. Leurs relations avec le gouvernement se tendirent après le Printemps de Prague, en 1968 (notamment pour Jiří Hanzelka, qui sera signataire de la Charte 77) : leur dernier livre, Ceylan : le paradis sans les anges, qui était en préparation, fut interdit.
Hanzelka et Zikmund connurent le sort des autres dissidents tchécoslovaques, vivant de petits boulots jusqu'à la Révolution de velours en 1989. Hanzelka fut d'ailleurs l'un des orateurs entendus sur la place Venceslas lorsqu'elle débuta le 19 novembre 1989.
Après la chute du communisme, ils furent considérés comme des héros, il leur fut rendu de nombreux hommages et on réimprima et rediffusa leurs œuvres. Le 22 avril 1997, il fut même publié un nouveau livre sur leurs expériences de voyages (Une vie de rêves et de réalité), 50 ans après le départ de leur premier voyage.
Zikmund compléta son tour du monde en parcourant l'Australie mais Hanzelka, actif politiquement et malade, ne put l'accompagner et se retira en Bohême, où il écrivit pour dénoncer la corruption en République tchèque et Slovaquie. Aux dernières nouvelles, Zikmund résidait à Zlín.

## Postérité
- La Tatra 87 avec laquelle ils firent leur premier voyage a été ajoutée en 2005 sur la liste du patrimoine culturel tchèque et est conservée au musée national des techniques de Prague.
- Une exposition permanente leur est consacrée au château de Zlín[10] : Les cinq continents avec les ingénieurs Hanzelka et Zikmund (S inženýry Hanzelkou a Zikmundem pěti světadíly), avec notamment 120 000 négatifs et 50 000 tirages[11].
- Une exposition est consacrée à Hanzelka au Musée régional de Kopřivnice[12].
- En 2005, une exposition leur a été consacrée au château de Prague[13].
- Un astéroïde porte leur nom : (10173) Hanzelkazikmund.